# Lawrence C. Becker
Lawrence C. Becker (ur. 26 kwietnia 1939, zm. 22 listopada 2018) – amerykański filozof zajmujący się etyką, filozofią społeczną, polityczną i prawa. Jedna z kluczowych postaci dla ruchu stoicyzmu współczesnego za sprawą książki A New Stoicism (1997).

## Życiorys
Jako dziecko przeszedł polio i spędził prawie całe swoje życie na wózku inwalidzkim. Jego ręce były całkowicie niesprawne, a swoje książki pisał przy pomocy palców u stóp. W latach 2000–2011 w zarządzie Post-Polio Health International, któremu przewodniczył w latach 2006–2009.
Naukowo związany z Hollins University, gdzie uczył w latach 1965–1989, następnie 1989 do 2001 profesor College of William & Mary.

## Książki
- Habilitation, Health, and Agency: a Framework for Basic Justice. New York: Oxford University Press, 2012.
- A New Stoicism. Princeton: Princeton University Press, 1997.
- Reciprocity. London and New York: Routledge, 1986.
- Property Rights: Philosophic Foundations.  London and New York, Routledge & Kegan Paul, 1977.
- On Justifying Moral Judgments. London: Routledge & Kegan Paul, 1973.